# محمد آكيلدز
محمد آكيلدز (بالتركية: Muhammet Akyıldız)‏ هو لاعب كرة قدم تركي في مركز الهجوم، ولد في 1 سبتمبر 1995 في معمورة العزيز في تركيا. لعب مع معمورة العزيز سبور.

## وصلات خارجية
- محمد آكيلدز على موقع اتحاد تركيا (لاعب) (الإنجليزية)
- محمد آكيلدز على موقع قاعدة بيانات كرة القدم.إي يو (الإنجليزية)
- محمد آكيلدز على موقع Soccerway.com (الإنجليزية)
- محمد آكيلدز على موقع عالم كرة القدم.نت (الإنجليزية)